# Провинциальные танцы
Екатеринбургский театр современной хореографии «Провинциа́льные та́нцы» — компания современного танца, основанная в Екатеринбурге в 1990 году; один из первых российских театров, работающий в жанре современной хореографии. Хореографом и художественным руководителем труппы является Татьяна Баганова. Основу репертуара театра составляют постановки Багановой, спектакли зарубежных хореографов и мультижанровые коллаборации.

## История
Предпосылкой к созданию коллектива стал театр моды, созданный в 1989 году в Свердловске директором молодежного центра при ДК «Уралмаш» Львом Шульманом. Когда на первое место вместо дефиле вышли танцевальные уроки, было решено поменять формат. и в 1990 году Шульман создаёт театр «Провинциальные танцы». В 1992 году артистка театра Татьяна Баганова поставила для репертуара труппы свой первый крупный спектакль, «Версии. Часть I» на музыку Авета Тертеряна.
В 1993 году Лев Шульман ушёл из «Провинциальных танцев», после чего художественным руководителем театра стала Татьяна Баганова. Помимо самостоятельных постановок, хореограф часто работает совместно с коллегами из других стран, а также сотрудничает с режиссёрами других екатеринбургских театров. Всего за время существования театра в нём было поставлено более 30 спектаклей и миниатюр.
В 2010 году театр стал муниципальным.  Репетиционная база и основная сцена труппы находится в здании Первого городского театра («Колизей»), Постановки проходят также на сцене Театра юного зрителя, Театра кукол, ДК «Железнодорожников», джаз-клуба «Ever Jazz».
Труппа постоянно гастролирует, побывав в 53 городах 19 стран мира и в 34 городах России. Пять раз она принимала участие в Американском фестивале танца (Дарем, США). С 2012 года театр организуют всероссийский ежегодный проект-лабораторию «Танцкрипция».

## Признание и награды
19 постановок театра были номинированы на национальную театральную премию «Золотая маска»  в конкурсе спектаклей балета (1999 год) и в конкурсе спектаклей современного танца (последующие годы).
| «Золотая маска» 1999 года | «Мужчина в ожидании»                                               |                         |                                   |                |
| «Золотая маска» 2000 года | «Свадебка»                                                         | Татьяна Баганова        |                                   |                |
| «Золотая маска» 2001 года | «Кленовый сад»                                                     | Татьяна Баганова        | Ольга Паутова и Виктория Мозговая |                |
| «Золотая маска» 2002 года | «Тихая жизнь с селедками»                                          | Татьяна Баганова        |                                   |                |
| «Золотая маска» 2004 года | «Полёты во время чаепития»                                         | Татьяна Баганова        | Ольга Паутова                     |                |
| «Золотая маска» 2005 года | «Lazy Suzan»                                                       |                         |                                   |                |
| «Золотая маска» 2008 года | «После вовлеченности. Диптих. Часть 2»                             | Татьяна Баганова        |                                   |                |
| «Золотая маска» 2011 года | «Песня не про любовь»                                              | Ури Ивги и Йохан Гребен |                                   | Джеки Шемеш    |
| «Золотая маска» 2013 года | «Sepia»                                                            | Татьяна Баганова        | Анастасия Соколова                | Нина Индриксон |
| «Золотая маска» 2016 года | «Мера тел» (совместно с Инженерным театром «Ахе», Санкт-Петербург) |                         | Максим Исаев и Павел Семченко     |                |
| "Золотая маска" 2018 года | "Имаго-ловушка"                                                    | Татьяна Баганова        |                                   |                |

 — победа в номинации.

## Статьии публикации
- Анна Толстова. Не Чеховым единым // Коммерсантъ : газета. — 2018. — 13 декабря (№ 230). — С. 11. — ISSN 1563-6380.
- Игорь Ступников. Приключения «Пахиты». Уральские гастроли на фестивале «Дягилев. P. S.» в Петербурге // «Санкт-Петербургские ведомости» : гахзета. — 2018. — 27 ноября (№ 221).
- Лейла Гучмазова. Тени на пуантах // Российская газета. — 2018. — 26 ноября (№ 266). — ISSN 1606-5484.
- Анастасия Мошкина. Фантом нашего собственного «я» // Культура Екатеринбурга : Официальный сайт Управления культуры Администрации Екатеринбурга. — 2018. — 19 ноября.
- Людция Хабибулина. Надо проживать каждую секунду? // Петербургский театральный журнал. — 2003. — -03 (№ 32). — ISSN 0869-8198.
- Екатерина Всенина. Танцуй — и сохранишь тепло // Новая газета. — 2003. — 23 июня. — ISSN 1606-4828. Архивировано 3 января 2019 года.